# منهتن از روی شماره
منهتن از روی شماره (به انگلیسی: Manhattan by Numbers) اولین فیلم امیر نادری است که پس از مهاجرتش به آمریکا ساخته و محصول سال ۱۹۹۳ است.